# Libuše Planitia
La Libuše Planitia è una struttura geologica della superficie di Venere.